# Ucios
Ucios
- gzyms[1],
- złącze elementów na długości przy skośnym ścięciu krawędzi
- ukośne ścięcie krawędzi (faza)[2].